# Pietro Bastogi
Pietro Bastogi (Livourne, 15 mars 1808 - Florence, 21 février 1899) est un homme politique italien.

## Biographie
Pietro Bastogi a été député de la VIIe législature du royaume de Sardaigne.
Il a été député du royaume d'Italie durant les VIIIe, Xe, XIe et XIIe législatures.